# Helgi Eyvindarson
Helgi magri Eyvindarson (también Eyvindsson, apodado el Inclinado, n. 846) fue un caudillo vikingo y primer colono de Kristnes, Eyjafjörður, Islandia. Era hijo de Eyvind del Este y Rafertach Kjarvalsdottir («Rafarta»), hija del rey irlandés Kjarval.
Helgi se crio y creció en las Hébridas y de niño sus padres le dejaron al cuidado de la familia de acogida, pero dos inviernos más tarde cuando fueron a buscarle casi no le reconocieron porque hubo una hambruna y lo encontraron casi muerto de hambre.
Aunque Helgi se consideraba cristiano, compartía devoción con Thor  y decidió partir hacia Islandia hasta que desembarcó en Árskógsströnd, donde pasó el primer invierno. En primavera decidió explorar Eyjafjörður, reclamando todo el fiordo para él, y fundó su hacienda en Kristnes. Antes de que estuviera todo listo, la familia pasó un tiempo en una isla donde nació una hija, Þorbjörg. Su asentamiento era tan grande que aunque llegasen nuevos colonos, siempre había espacio para ellos e incluso para sus hijos cuando llegó el momento de fundar sus propias haciendas, y también otros familiares.
Su influencia en toda la isla fue enorme, ya que fue el primer goði del clan familiar de los Þveræingar, e hizo alianzas concertando matrimonios con algunos de los mejores clanes de la isla. Es uno de los personajes históricos que más a menudo se citan en las más importantes sagas nórdicas: saga Eyrbyggja, saga de Laxdœla, saga Ljósvetninga, saga de Njál, saga de Reykdæla ok Víga-Skútu, y saga de Víga-Glúms.

## Herencia
Helgi se casó en las Hebridas con Þórunn hyrnu (n. 849), una de las hijas de Ketil Nariz Chata y tuvieron mucha descendencia:
- Ingjaldur (n. 868) fue bóndi en Efri-Þverá;
- Ingunn (n. 870) casó con Hámundur heljarskinn Hjörsson;
- Helga (n. 872)  casó con Auðunn rotinn Þórólfsson;
- Hlífur (n. 874) casó con Þorgeir Þórðarson;
- Þóra (n. 876) casó con Gunnar Úlfljótsson (n. 872), hijo del lagman Úlfljótr;
- Þórhildur (n. 878) casó con Auðólfur (n. 874), un bóndi de origen noruego, colono en Öxnadalur;[11]
- Þorbjörg (n. 880) casó con Böðólfur Grímsson.
- Hrólfur (n. 882) fue bóndi en Gnúpufelli.